# Xtabay
Xtabay är en ort i Mexiko.   Den ligger i kommunen Tahmek och delstaten Yucatán, i den östra delen av landet, 1 000 km öster om huvudstaden Mexico City. Xtabay ligger 14 meter över havet och antalet invånare är 110.
Terrängen runt Xtabay är mycket platt. Runt Xtabay är det ganska glesbefolkat, med 39 invånare per kvadratkilometer. Närmaste större samhälle är Tahmek, 2,1 km norr om Xtabay. I omgivningarna runt Xtabay växer i huvudsak blandskog.